# 阿瓦伊 (巴拉圭)
阿瓦伊（西班牙語：Abaí），是巴拉圭的城鎮，位於該國東南部，由卡薩帕省負責管轄，距離亞松森258公里，面積1,547平方公里，海拔高度156米，2008年人口3,586，人口密度每平方公里2.32人。